# Hartford (Maine)
Hartford – miasto w Stanach Zjednoczonych, w stanie Maine, w hrabstwie Oxford.